# 120 Days
120 Days est un groupe norvégien de rock, originaire de Kristiansund, actif entre 2001 et 2012.

## Histoire
Le groupe est composé de Jonas Dahl, Arne Kvalvik, Kjetil Ovesen, et Ådne Meisfjord, et se forme à Kristiansund en 2001 sous le nom de The Beautiful People. Lorsqu'ils changent de nom, ils s'inspirent des 120 jours de Sodome du Marquis de Sade. Basés à l'origine à Kristiansund, ils déménagent à Oslo en 2002. Après deux EP sur le label Public Demand, le groupe signe sur le label discographique indépendant norvégien Smalltown Supersound. Leur premier album, 120 Days, sort le 10 octobre 2006, et reçoit plusieurs critiques positives dans des publications nord-américaines,,. Le groupe fait une tournée aux États-Unis peu après la sortie de l'album. 
120 Days commence à produire de nouveaux morceaux pour un nouvel album après son retour à Oslo en 2008, à la suite d'une grande tournée aux États-Unis et en Europe. Le 7 juin 2012, 120 Days annonce que le groupe prendrait fin en septembre de la même année. Le groupe joue ensemble pendant près de 11 ans avant d'annoncer son dernier concert en septembre 2012. 

## Discographie

### Albums studio
- 2006 : 120 Days (Smalltown Supersound (Norvège), Vice Records (US) et Traffic (Japon))
- 2011 : 120 Days II (Voices of Wonder, Splendour)

### EP
- 2003 : The Beautiful People (Perfect Pop Records)
- 2004 : Sedated Times (Perfect Pop Records)